# Lista de igrejas de Madrid

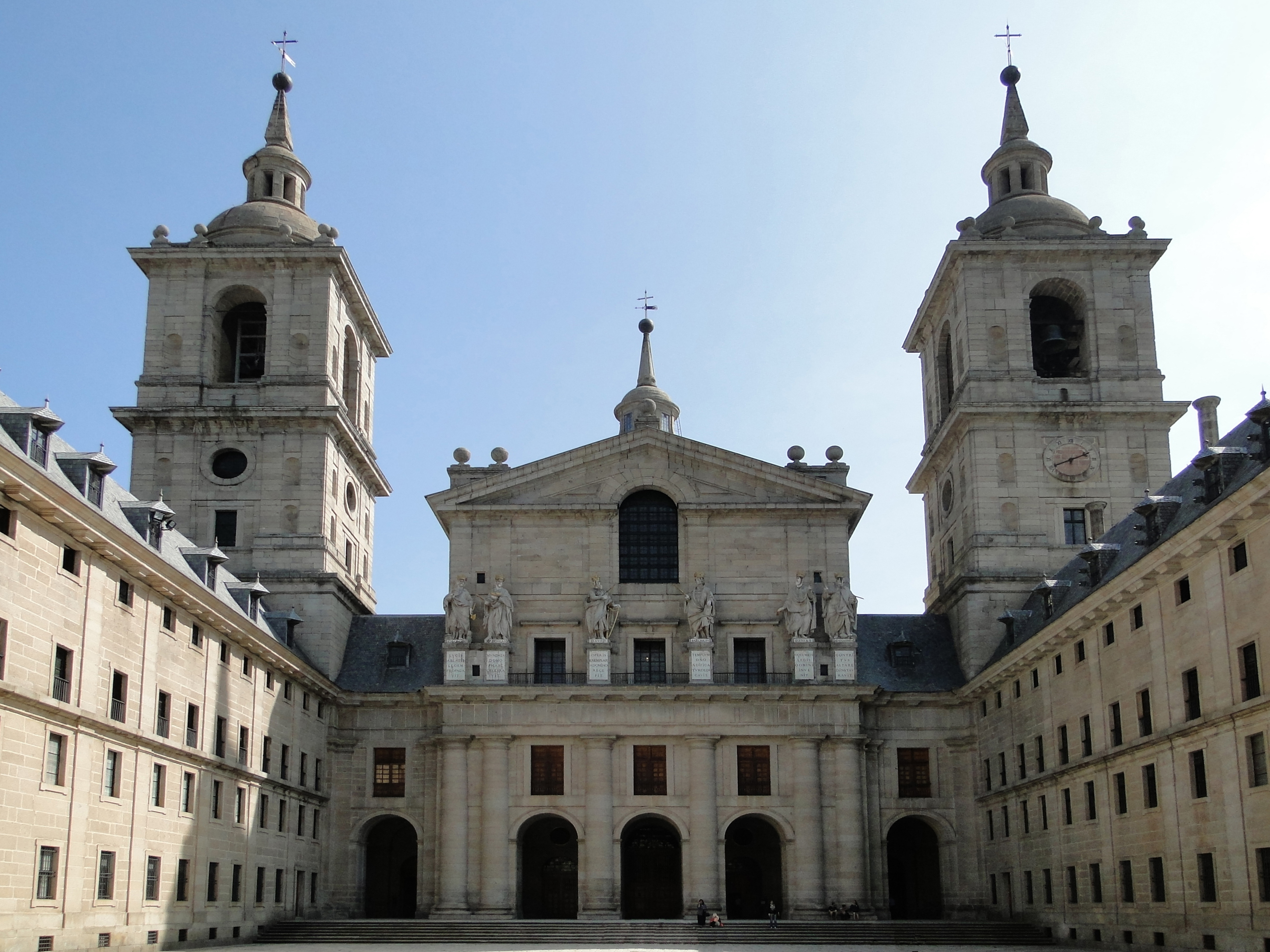
Basílica San Lorenzo de El Escorial, Mosteiro do Escorial.

Nesta lista estão relacionadas as catedrais, basílicas e igrejas relevantes da cidade de Madrid, capital da Espanha. A região de Madrid abriga 486 igrejas.
As catedrais e basílicas são templos católicos que têm especial relevância eclesiástica. Do ponto de vista arquitetônico, eles são normalmente os templos de maior destaque de qualquer país e na Espanha vários foram incluídos na lista de locais tombados pelo Patrimônio Mundial, considerados como inigualáveis e de fundamental importância para a humanidade. 
O catolicismo é a religião majoritária na Espanha, à qual cerca de três quartos da população se declaram seguidores.
A Igreja Católica tem 14 províncias eclesiásticas que cobrem toda o território espanhol. Estas são divididas por sua vez em dioceses, sob o governo pastoral de um bispo, sendo uma delas a arquidiocese (cujo bispo recebe o título de arcebispo ou bispo metropolitano, e cada província toma o nome da arquidiocese e seu arcebispo e preside o resto das dioceses coligadas.
| imagem | Nome                                                                          | Circunscrição eclesiástica        | Início de construção |
| ------ | ----------------------------------------------------------------------------- | --------------------------------- | -------------------- |
|        | Catedral de las Fuerzas Armadas                                               | Arquidiocese castrense da Espanha | 1671                 |
|        | Catedral de Santa Maria a Real de Almudena                                    | Arquidiocese de Madrid            | 1883                 |
|        | Antiga Catedral Basílica de San Isidro (Basílica menor, Antigua Catedral)     | Arquidiocese de Madrid            | 1622                 |
|        | Catedral-Magistral de los Santos Niños Justo y Pastor                         | Diocese de Alcalá de Henares      | 1497                 |
|        | Catedral de Santa María Magdalena (Getafe)\|Catedral de Santa María Magdalena | Diocese de Getafe                 | 1549                 |
|        | Basílica de San Lorenzo                                                       | Arquidiocese de Madrid            | 1563                 |
|        | Real Basílica de Nuestra Señora de Atocha                                     | Arquidiocese de Madrid            | 1083                 |
|        | Basílica de San Vicente de Paul (Iglesia de la Milagrosa)                     | Arquidiocese de Madrid            | 1900                 |
|        | Basílica Pontifícia de San Miguel                                             | Arquidiocese de Madrid            | 1739                 |